# Keith Andes
Keith Andes (12 de julio de 1920-11 de noviembre de 2005) fue un actor teatral, radiofónico, cinematográfico y televisivo de nacionalidad estadounidense.

## Primeros años
Su verdadero nombre era John Charles Andes, nació en Ocean City, Nueva Jersey, y a los 12 años de edad ya actuaba en la radio.
En sus años de estudios en la Upper Darby High School, Andes trabajó en la radio cantando y actuando. También estudió en la Universidad de Oxford y se graduó en la Universidad de Temple, en Filadelfia, en 1943 con un título en educación. Además, estudió voz en el Conservatorio de Música de Filadelfia. Inició su carrera como actor teatral en el circuito de Broadway mientras servía en las Fuerzas Aéreas del Ejército de los Estados Unidos durante la Segunda Guerra Mundial.

## Carrera
Su primera actuación cinematográfica fue un pequeño papel en el film Winged Victory (1944), tras lo cual hizo otra pequeña interpretación en The Farmer's Daughter, cinta protagonizada por Loretta Young, y gracias a la cual ella ganó el Oscar a la mejor actriz. En 1947 Keith Andes recibió el premio Theater World  por su debut en The Chocolate Soldier, protagonizando después Kiss Me, Kate, obra en la que tomó el papel que interpretaba Alfred Drake. 
En 1952 actuó como el novio de Marilyn Monroe y hermano de Barbara Stanwyck en el film de culto Clash by Night, dirigido por Fritz Lang y coescrito por Clifford Odets. También actuó con Robert Newton en Blackbeard the Pirate, y en 1958 fue el Superintendente de Policía de Luisiana Francis Grevemberg en la película Damn Citizen. En esta última producción trabajaba junto a Margaret Hayes y Gene Evans.
Para la televisión, intervino en un show policial de corta trayectoria, This Man Dawson (1959-1960). Además, fue un detective aficionado en la sitcom de 1963 de Desilu Productions para la CBS Glynis, protagonizada por Glynis Johns. Al año siguiente fue artista invitado de la sitcom de Mickey Rooney Mickey, emitida por la ABC.
Andes actuó en 1960 junto a Lucille Ball en el musical representado en el circuito de Broadway Wildcat, y más adelante en la sitcom que la actriz interpretó en los años sesenta, The Lucy Show. También trabajó en gira interpretando a Miguel de Cervantes/Don Quijote en la obra "El hombre de La Mancha." En los últimos años de su carrera interpretativa intervino en series televisivas como Cannon, Death Valley Days, Daniel Boone, I Spy, The Andy Griffith Show, The Rifleman, Perry Mason (episodio "The Case of the Skeleton's Closet"), Star Trek: la serie original (episodio "La manzana"), y Buck Rogers in the 25th Century (episodio "Buck's Duel to the Death"). 
Dentro de su carrera interpretativa, Andes fue también actor de voz, pudiéndosele oír en la producción Birdman y el trío galaxia (1967). En sus últimos años actuó como actor cinematográfico en las cintas Tora! Tora! Tora! (1970) y Justicia para todos (1979).

## Vida personal
Andes fue encontrado muerto en su casa de Santa Clarita (California). Sufría un cáncer de vejiga y otras dolencias que le llevaron a suicidarse por asfixia,  según un informe del Departamento Forense del Condado de Los Ángeles. Tenía 85 años de edad.
Le sobrevivieron sus dos hijos, Mark Andes (músico de bandas como Spirit, Jo Jo Gunne y Heart) y Matt Andes (otro músico, también intérprete, durante un breve tiempo, de Spirit).

## Selección de su filmografía
- The Farmer's Daughter (1947)
- Clash by Night (1952)
- Blackbeard the Pirate (1952)
- Split Second (1953)
- A Life at Stake (1954)
- Allen in Movieland (1955)
- Away All Boats (1956)
- Back from Eternity (1956)
- The Girl Most Likely (1957)
- Model for Murder (1959)
- Surrender Hell (1959)
- Tora! Tora! Tora! (1970)